# Pseudorhiza bulgarica
Pseudorhiza bulgarica är en orkidéart som först beskrevs av D.Lindig, och fick sitt nu gällande namn av Olivier Gerbaud och W.Schmid. Pseudorhiza bulgarica ingår i släktet Pseudorhiza och familjen orkidéer. Inga underarter finns listade i Catalogue of Life.